# Carpodesmia mediterranea
Espèce
Synonymes
- Cystoseira mediterranea var. valiantei Sauvageau, 1912[2]

Carpodesmia mediterranea (basionyme : Cystoseira mediterranea) est une espèce d’algues brunes de la famille des Sargassaceae. 

## Nomenclature
Carpodesmia mediterranea a pour basionyme selon AlgaeBase (30 août 2020) :
- Cystoseira mediterranea Sauv., 1912.

## Variétés
Selon World Register of Marine Species (30 août 2020) :
- variété Cystoseira mediterranea var. valiantei Sauvageau, 1912 = Cystoseira mediterranea Sauvageau, 1912 (synonyme)

## Distribution
C. mediterranea est endémique des côtes de la mer Méditerranée.

## Écologie
Elle se développe près de la surface, en milieux battus.